# 觉苏瓦 (彬牙)
覺蘇瓦（發音：[tɕɔ̀zwà]），或稱迦悉信（發音：[ŋázíʃɪ̀ɴ]）、覺蘇瓦一世，他是緬甸彬牙王國君主，1344年至1350年間在位。覺蘇瓦是彬牙國王底哈都與彌修烏的兒子，死後被奉為緬甸神靈迦悉信，迦悉信意為「五白象王」。

## 生平

### 出身
底哈都以蒲甘王國的繼承者自居，以蒲甘公主彌修烏為王后，覺蘇瓦是倆人所生的第一個兒子。底哈都以彌修烏與蒲甘末代國王的兒子烏茲那為王儲，覺蘇瓦的繼承順位排第二。

### 賓里總督
1313年，覺蘇瓦被任命為賓里總督，賓里自1293年起就是底哈都的根據地，重要性僅次於王都彬牙。1316年，覺蘇瓦受命征討實皆的蘇雲，被蘇雲擊退。1317年至1318年，覺蘇瓦與烏茲那奉命平定了東敦枝與東吁的叛亂。
1325年，烏茲那即位為王，覺蘇瓦表面上順服烏茲那，實際上他在賓里擁兵自重，獨攬大權。覺蘇瓦曾派出刺客試圖刺殺蘇雲。覺蘇瓦與烏茲那的對立削弱了彬牙王國的實力，南方諸侯已形同獨立。1325年東吁總督被臣子篡位，1330年勃固王朝入侵卑謬，1334年阿臘干入侵德耶謬，彬牙王國中央皆不曾派兵相助。
1340年，覺蘇瓦獲得了五頭稀有的白象，白象在緬甸被認為是王者的祥瑞。烏茲那多次向覺蘇瓦索取，覺蘇瓦都斷然拒絕。不久，烏茲那決定退位，在米加耶的寺院出家，將國政交給覺蘇瓦的岳父悉都。碑文記載，覺蘇瓦於1342年已自居國王，於1344年正式從悉都手中接過彬牙王國的權柄。

### 統治
覺蘇瓦因五白象而被稱為迦悉信（ငါးစီးရှင်），意為「五白象王」。覺蘇瓦登基後立即著手鞏固王權，對上緬甸糧倉皎施與周邊地區尤為重視。他恩威並施，胡蘿蔔與大棒並用，化解各種潛在的威脅。他安撫王弟那臘都，封其為賓里總督。他成功說服並制止了侄子央米丁總督梯訶波帝的叛亂。在王國南方地區，覺蘇瓦任命的卑謬總督對彬牙中央相對順從，東吁總督則三年內有兩任死於刺殺，篡權上位的東吁總督對彬牙中央只有名義上的臣服。
除了東吁的騷亂，覺蘇瓦統治的六年大抵是和平的。覺蘇瓦重視軍事、熱衷騎馬，他建立了精銳的騎兵部隊與持盾步兵部隊。覺蘇瓦還熱衷閱兵，常親自參與跳軍舞、唱軍歌。他因長子烏茲那比昂腿部有疾，以次子覺蘇瓦艾為王儲。王弟那臘都對此非常不滿，於1349年叛歸實皆王國。1350年，覺蘇瓦崩逝，被奉為緬甸神靈迦悉信。